# Comedy Break
Comedy Break est une série télévisée américaine de comédie en deux épisodes diffusés sur A&E entre le 23 septembre 1985 et le 8 février 1986.

## Fiche technique
Sauf indication contraire, les informations mentionnées dans cette section peuvent être confirmées par la base de données cinématographiques IMDb,  présente dans la section « Liens externes ».
- Titre original : Comedy Break
- Réalisation : Jack Regas
- Scénario : David Steffen Michelle, Kevin Kelton, Richard Rossner, Buddy Sheffield, Bruce Kirschbaum et Lisa Medway
- Photographie :
- Musique : Evan Greenspan et Kevin Kiner
- Casting :
- Montage : E. Arthur Booth
- Décors :
- Costumes : Carolyn Berger
- Production : Jeffrey Barron et Barbara Booker
  - Producteur délégué : Bob Booker, Phil Hahn et Bruce McKay
- Sociétés de production :
- Société de distribution : A&E Television Networks
- Chaîne d'origine : A&E
- Pays d'origine :  États-Unis
- Langue originale : anglais
- Genre : Comédie
- Durée : ? minutes

## Distribution
- Maggie Roswell
- Jamie Alcroft
- Mack Dryden
- Stuart Pankin
- Jeff Cesario
- Kevin Pollak
- Marla Frumkin
- Jan Hooks